# ISO 3166-2:VU
ISO 3166-2:VU è uno standard ISO che definisce i codici geografici delle suddivisioni di Vanuatu; è un sottogruppo dello standard ISO 3166-2.
I codici, assegnati alle sei province, sono formati da VU- (sigla ISO 3166-1 alpha-2 dello Stato), seguito da tre lettere.

## Codici
| Codice | Provincia |
| ------ | --------- |
| VU-MAP | Malampa   |
| VU-PAM | Penama    |
| VU-SAM | Sanma     |
| VU-SEE | Shefa     |
| VU-TAE | Tafea     |
| VU-TOB | Torba     |